# Ломов, Николай Андреевич
Ломов Николай Андреевич (24 октября 1899 года, д. Кондрово ныне Дзержинского района Калужской области — 11 декабря 1990 года, Москва) – советский военачальник, участник Великой Отечественной войны. Генерал-полковник (7.05.1960). Профессор.

## Биография
До Октябрьской революции окончил только 4 класса школы. Чл. ВКП(б)/КПСС с 1919 года. В Красной Армии с 1919 года. Участник Гражданской войны в России. В её боях был трижды ранен и 1 раз контужен.
После войны продолжил службу в РККА. Окончил Военную академию механизации и моторизации РККА имени И. В. Сталина в 1935 году, Академию Генерального штаба РККА в 1939 году. 
С 1940 года — полковник Н. А. Ломов служил в штабе Дальневосточного фронта. Во время Великой Отечественной войны с 1942 года служил заместителем начальника штаба Дальневосточного фронта. С июня 1943 года — в Генеральном штабе, где сначала был начальником направления, с января 1944 года — заместитель начальника Оперативного управления Генерального штаба. Один из ведущих участников планирования ряда крупных стратегических наступательных операций Красной Армии на завершающем этапе Великой Отечественной войны; весной и летом 1945 года руководил в Генеральном штабе разработкой операции по разгрому японской Квантунской армии, реализованного в ходе советско-японской войны в августе 1945 года. Генерал-майор (07.08.1943), генерал-лейтенант (2.05.1945). 
После войны служил в Генеральном штабе. С ноября 1948 по июнь 1952 года — начальник Главного оперативного управления Генерального штаба. С июля 1952 года — начальник штаба Главного командования войск Дальнего Востока, после его упразднения с мая 1953 года — начальник штаба Дальневосточного военного округа.
С ноября 1954 года проходил службу в Военной академии Генерального штаба Вооружённых Сил СССР: заместитель начальника академии по научной работе, с июля 1956 — заместитель начальника кафедры стратегии и оперативного искусства, с февраля 1958 года — начальник кафедры оперативного искусства, с декабря 1958 года — начальник кафедры стратегии.
С января 1969 года – в отставке. Жил в Москве. Автор ряда военно-научных и военно-исторических работ. 
Похоронен на Троекуровском кладбище Москвы.

## Награды
- орден Ленина (21.02.1945)
- орден Октябрьской Революции
- 4 ордена Красного Знамени (22.02.1944, 3.11.1944, 20.06.1949, …)
- Орден Отечественной войны 1-й степени (11.03.1985)
- орден Богдана Хмельницкого 1-й степени (29.07.1944)
- орден Суворова 2-й степени (4.06.1945)
- орден Трудового Красного Знамени
- медали

## Сочинения
- Ломов Н. А. Боевая мощь Советских Вооруженных Сил — М.: Знание, 1971.
- Ломов Н. А. Роль В. И. Ленина в руководстве защитой Советского государства в годы гражданской войны. — М., 1960.
- Ломов Н. А. Советская военная доктрина. — М.: Знание, 1963.
- Ломов Н. А. Сущность революции в военном деле. — М., 1963.
- Ломов Н. А. В. И. Ленин — руководитель обороны Советского государства. // Военно-исторический журнал. — 1960. — № 3. — С.3-13.
- Ломов Н. А., Алферов С. К вопросу о советской военной доктрине. // Военно-исторический журнал. — 1978. — № 7. — С.21-30.